# Jaciments arqueològics de Santa Maria del Camí
L'inventari de jaciments arqueològics de Santa Maria del Camí es va redactar l'any 1992 per encàrrec del Govern Balear. De 12 estacions inventariades el 1962 a l'Inventari de Mascaró Pasarius (IMPP) es passà a 42, tenint en compte que el nou treball incloïa per primera vegada les restes d'època islàmica.

## L'ocupació del terme a l'antiguitat
De l'època pretalaiòtica en restes d'ocupació molt febles, tan sols representades per coves artificials d'enterrament i un assentament sense estructures. No serà fins a les primeres fases del talaiòtic quan es constatarà una ocupació del terme generalitzada. Sembla que els habitants cercaren les àrees aturonades dels contraforts de la serra.
La zona va ser intensament romanitzada (assentaments de Son Credo i Can Peixet d'Alaró), formant una població en aparença dispersa en petites comunitats rurals i amb un important substrat indígena. L'evolució d'aquestes comunitats resta ben manifestada en els moments d'implantació del cristianisme (Basílica de Cas Frares).
En el període islàmic els llocs d'assentament variaren poc i tan sols s'observen dos jaciments nous (Son Verdera i es Celleràs).

## Els jaciments
1. Cova de Son Collet. Cova natural.
2. Puig de s'Ermita. Restes indeterminades (IMPP 1110).
3. Son Seguí. Talaiot de planta circular (IMPP 1108).
4. Camí de s'Ermita. Restes d'un antic camí empedrat (IMPP 1109).
5. Can Cerdó. No s'observen estructures. Ceràmica talaiòtica i talaiòtica final.
6. Can Xela. Restes d'una construcció prehistòrica incloses dins una paret seca.
7. Molí de Vent. Ceràmica mallorquina del segle xvii.
8. Ca s'Alemany. No s'observen estructures. Ceràmica talaiòtica, romana i islàmica.
9. S'Hort de Can Cerdó. Possible hort medieval.
10. Son Credo. No s'observen estructures. Ceràmica romana i islàmica.
11. Camí Vell d'Alaró. Restes d'un antic camí empedrat.
12. Cas Frares de Son Fiol. Basílica paleocristiana. Desaparegut. IMPP1106.
13. Cas Frares de Son Fiol. Elements de sistema hidràulic amb safareig, sínia i hort tradicional.
14. Son Oliver. Restes d'un sistema hidràulic, que conserva el forat del cup d'un molí d'aigua.
15. Son Oliver. Cova natural reutilitzada com a sestadors.
16. Son Oliver. Conjunt de coves naturals.
17. Can Morei. Sistema hidràulic que conserva la síquia i el salt d'aigua d'un molí.
18. Son Roig. Restes d'un molí d'aigua i síquies.
19. Font de Coanegra. Son Pou. Ull de la font i mina subterrània d'origen molt antic.
20. Sa Bassa de Cas Barreter. Son Oliver. Restes d'un antic sistema hidràulic que conserva el salt d'aigua d'un molí, un safareig i la síquia.
21. Son Berenguer. Sistema hidràulic format per restes d'un molí d'aigua, safareig i síquia.
22. Son Palou. Sistema hidràulic que conserva el cup, la síquia i el safareig.
23. Es Celleràs. No s'observen estructures. Ceràmica medieval islàmica i cristiana.
24. Cova d'en Riera. Son Oliver. Abric rocós.
25. Son Torrella. Restes de dos cups i de dos molins d'aigua.
26. Ses Fontanelles. Necròpoli. Desapareguda (IMPP 1111).
27. Son Verdera. Sense estructures. Ceràmica medieval islàmica i cristiana.
28. Es Cabàs. Cova artificial d'enterrament pretalaiòtica (IMPP 1104).
29. Es Cabàs. Sistema hidràulic d'origen molt antic.
30. Cova de Sor Tomassa. Es Cabàs. Cova artificial d'enterrament. Molt alterada. (IMPP 1103).
31. Puig de la Talaia o Clot de sa Grava. Pedrera de cronologia indeterminada (IMPP 1101).
32. Claper des Doblers. Es Cabàs. Restes d'un talaiot de planta quadrangular (IMPP 1100).
33. Cova des Moros o Cova des Porcs. Es Cabàs. Cova natural (IMPP 1102).
34. Ets Antigors. Can Moragues. Restes de construccions prehistòriques (IMPP 1105).
35. Sa Garriga de Son Borràs. Restes prehistòriques indeterminades (IMPP 1105).
36. Cova des Bufador de Son Berenguer. Cova natural.
37. Avenc de Ca sa Coanegrina. Can Millo. Cova natural.
38. Avenc de Son Pou. Cova natural.